# Markthalle (Frankreich)

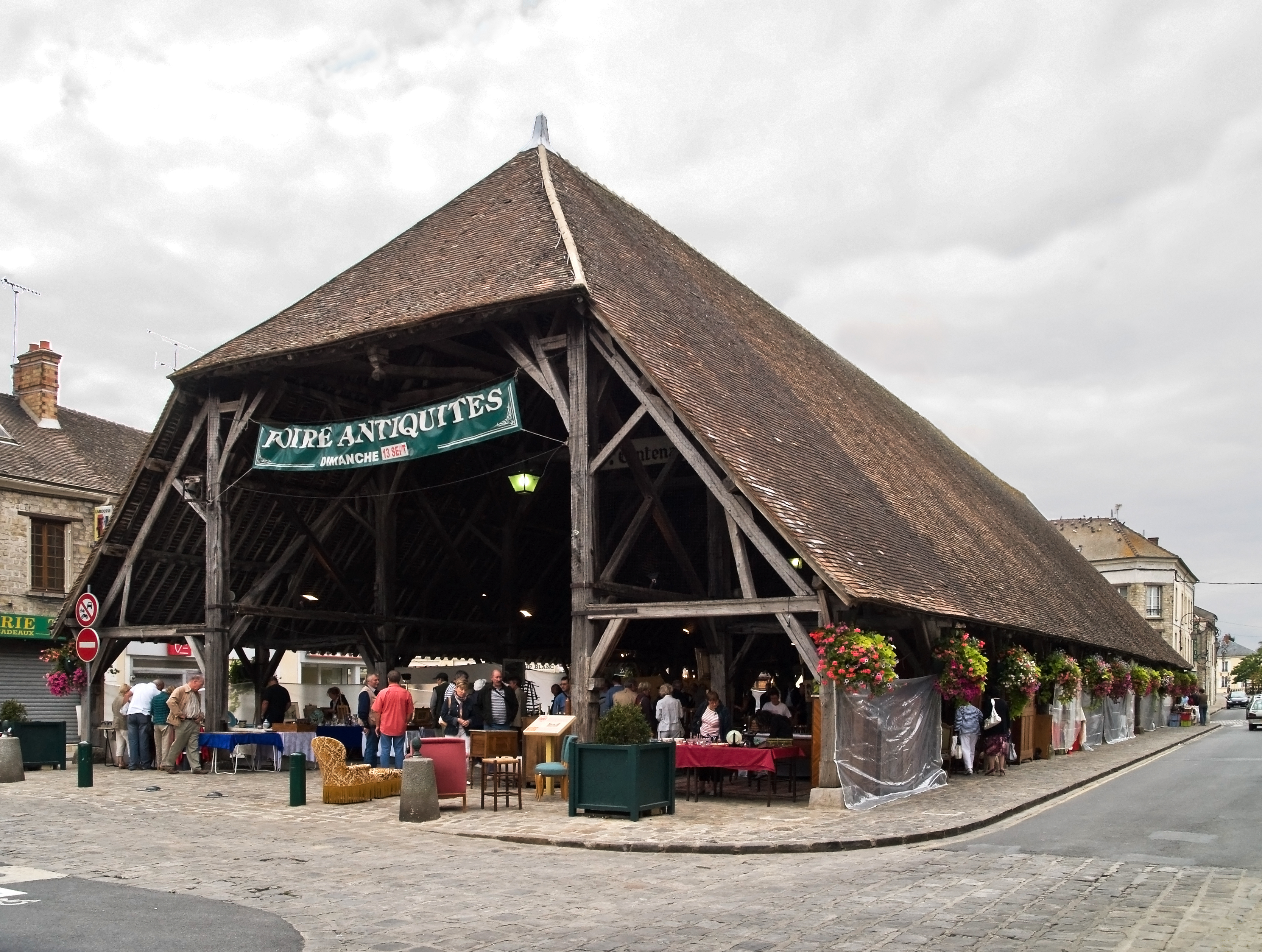
La Halle aus dem 15. Jahrhundert
in Milly-la-Forêt

Als La Halle (la al) werden in Frankreich die überdachten Wochenmärkte (französisch marché couvert) bezeichnet. Es handelt sich hierbei um eine Dachkonstruktion (meist aus Fachwerk) auf dem größten Platz der Ortschaft. Eine solche Halle ist meist dann als Handelsplatz gewählt worden, wenn die angebotenen Waren frisch gehalten werden mussten.
Wenn das Wort in der Mehrzahl gebraucht wird (Les Halles (le al)), handelt es sich um Lebensmittelgroßmärkte: Großmarkt Rungis, Markthalle in Aix-en-Othe. In diesem Fall dient es der Versorgung des ortsansässigen Einzelhandels. Das Wort kann auch für ein Gebäude stehen, in dem ein Großhandelsmarkt besteht: Getreidebörse, Fischauktion.

## Cohue

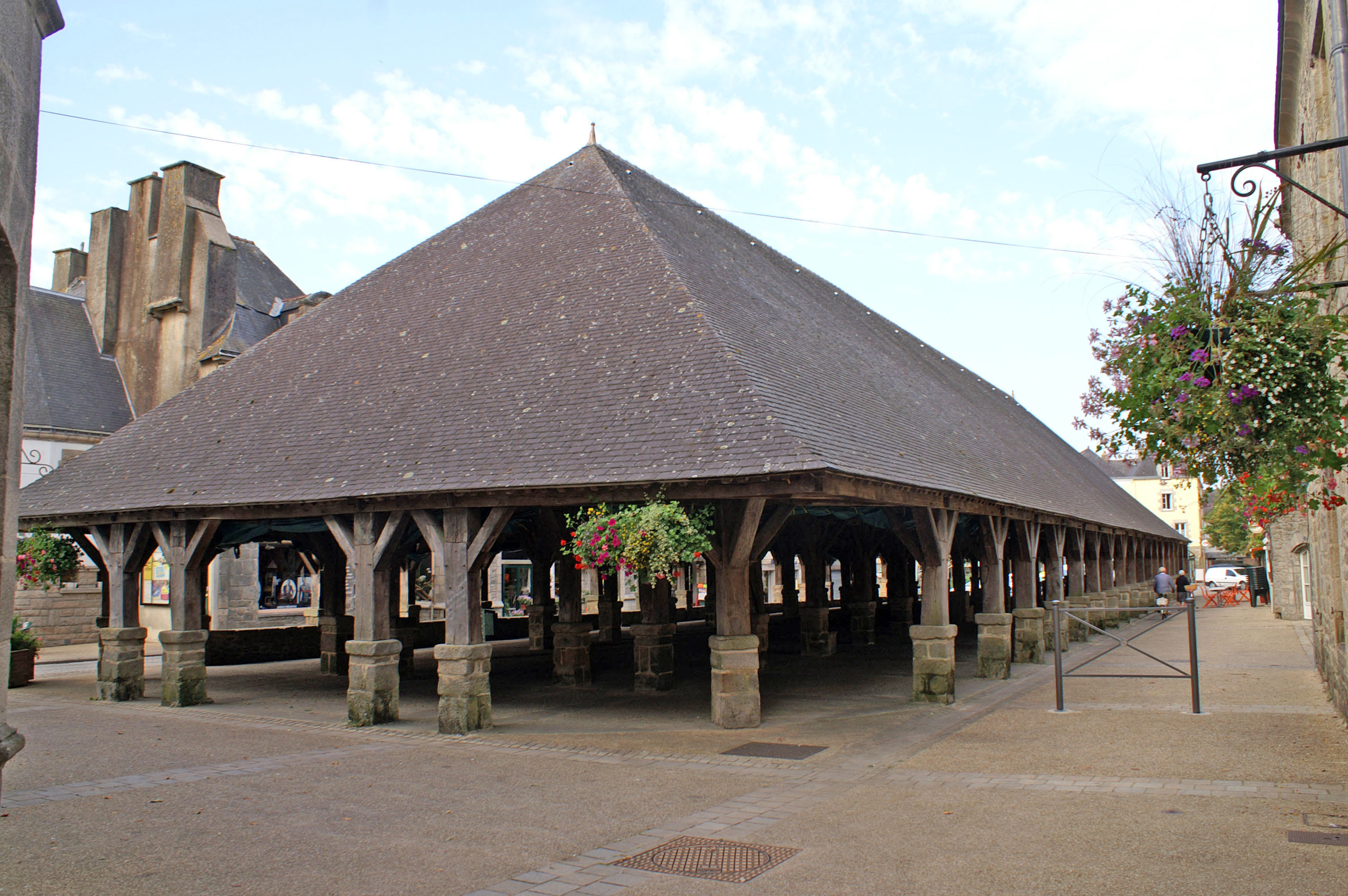
Halles in Questembert

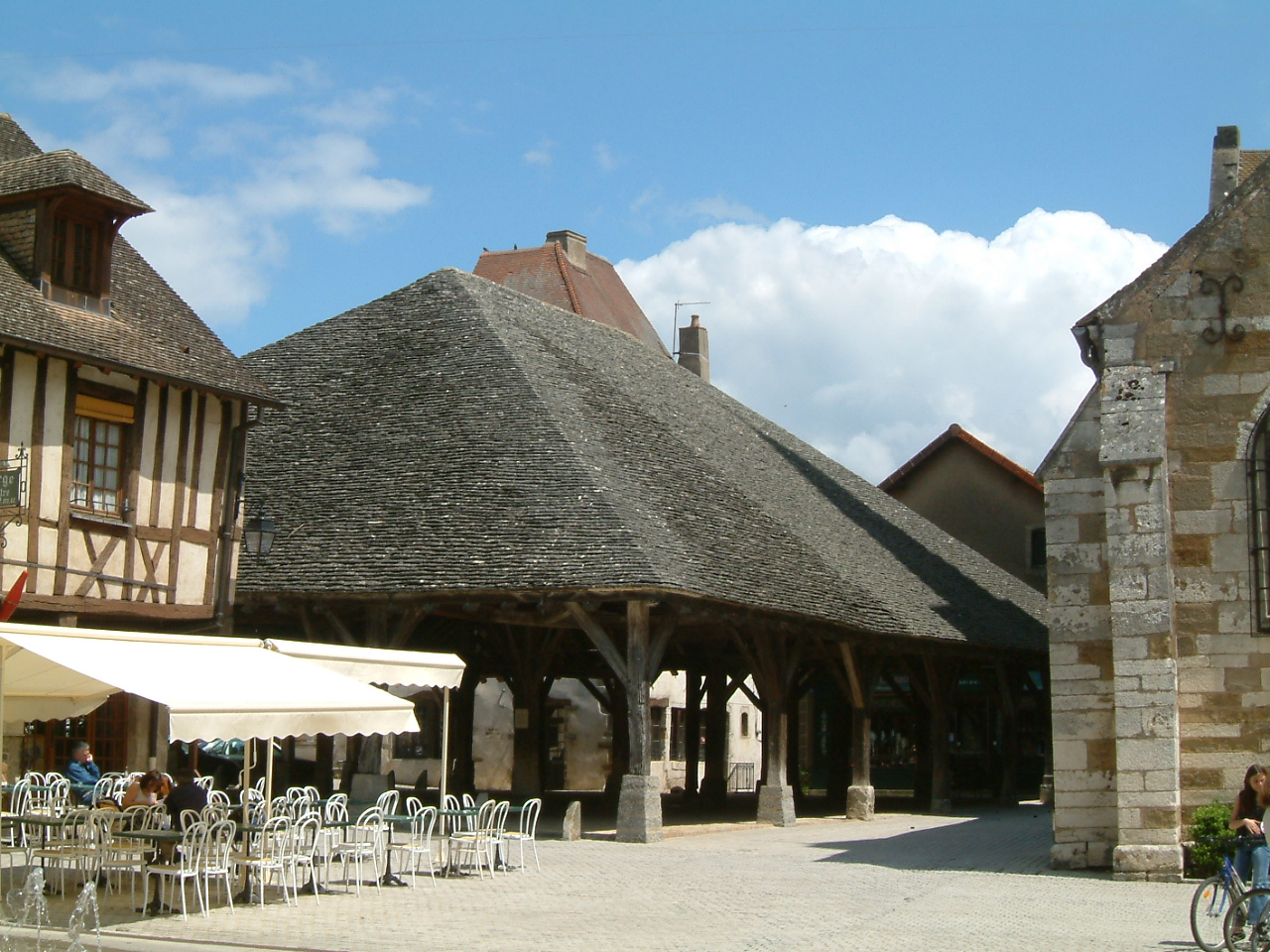
Halles in Nolay aus dem 14. Jahrhundert

Im Mittelalter und in der Neuzeit wurde eine Halle als Cohue bezeichnet. Les Halles gehörten nicht den Gemeinden, sondern dem König oder dem örtlichen Machthaber (französisch Seigneur). Letzterer musste dann allerdings von der ihm übergeordneten Stelle (zum Beispiel Grafschaft) die Erlaubnis zum Bau der Halles einholen (droit de Halle). Dem Betreiber der Halle stand dann das Recht der Affermage zu. Die Halle wurde von ihnen deshalb besonders beobachtet, durften sie doch verschiedene Abgaben einfordern (cohuage und estalage, etwa Umsatzsteuer und Standgebühr). Es kam hinzu, dass diese Handelsplätze die lokale Bevölkerung anzog und somit eine gewisse Überwachung zuließ.
So dienten die Halles als Ort des Warenverkehrs, der Versammlung, der Rechtsprechung, der Verwaltung oder als Standort der Feuerwehr, ja teilweise als Gefängnis. Wenn im Rathaus ein entsprechend großer Saal fehlte, wurden die Versammlungen hier abgehalten. In den Bastiden des Südwestens nahm die Halle einen zentralen Platz ein und wurde zu einem geschlossenen Gebäude, bei dem die Halle eher als Versammlungs- und Beratungsort diente, während der Markt unter den Arkaden davor abgehalten wurde, wie zum Beispiel in Saint-Clar. Der Galgen, der auf den großen Plätzen (Morlaix, Rennes) aufgestellt wurde, stand oft ganz in der Nähe.
Ab dem 13. Jahrhundert wurde der Erhalt der Halles schwierig: Die Unterhaltung der Bauten (besonders die Dacheindeckung) war kostspielig, viele Bauten verfielen daher. Einige drohten einzustürzen und wurden daher abgerissen. Andere wurden während der Revolution zerstört, waren sie doch Symbol der Adelsherrschaft. Im 19. Jahrhundert kam die Zimmermannskunst ganz außer Mode. Die Unterhaltung der Bauten wurde auch aus Gründen der Hygiene schwierig und damit ein Argument mehr, den Abriss zu empfehlen. Außerdem verlangten der zunehmende Autoverkehr und der Bedarf an Parkplätzen die Freigabe dieser Plätze. An ihrer Stelle entstanden mancherorts überdachte Märkte aus Eisenstreben oder aus Stein.

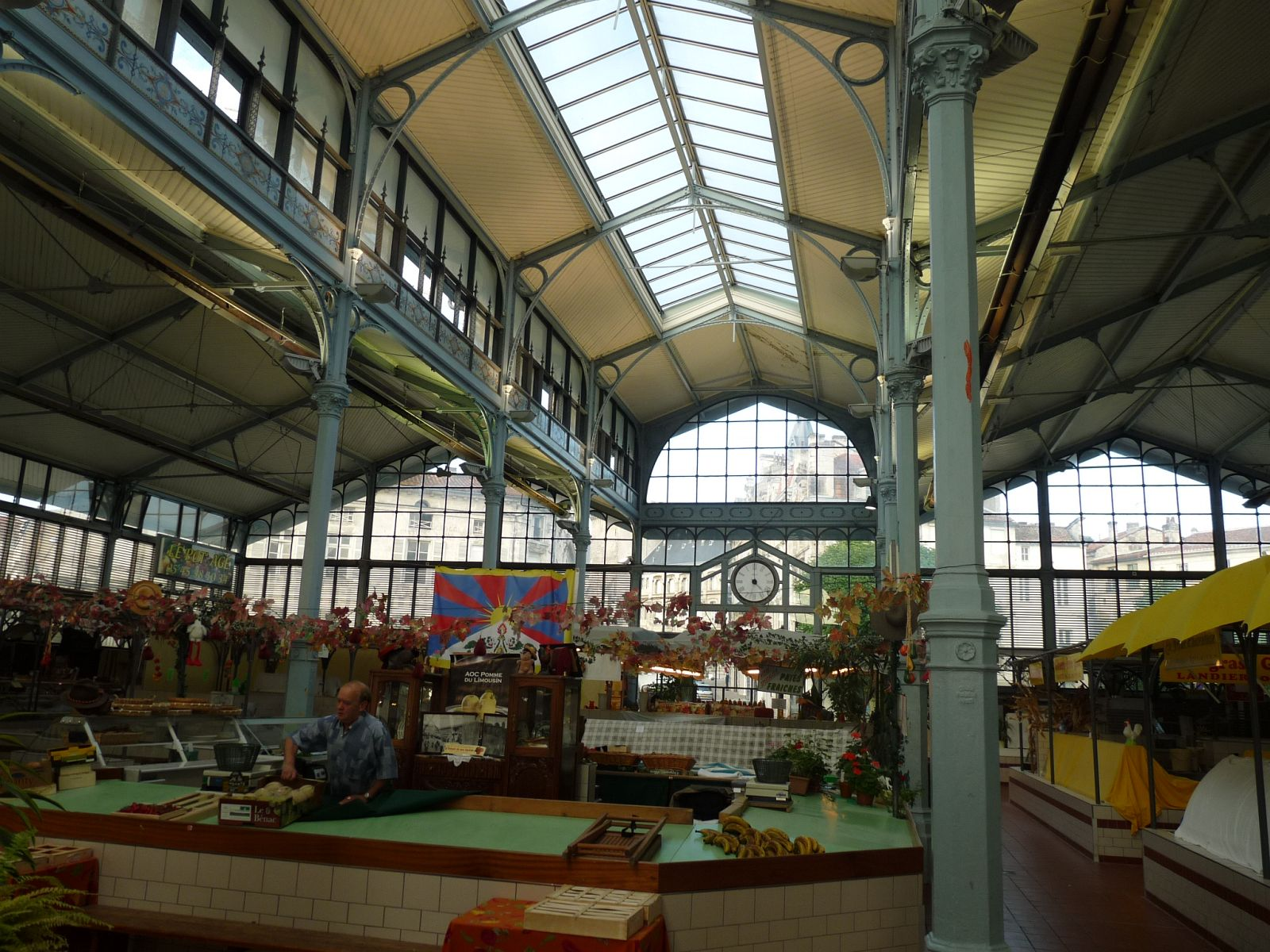
Das Innere der Markthalle von Angoulême
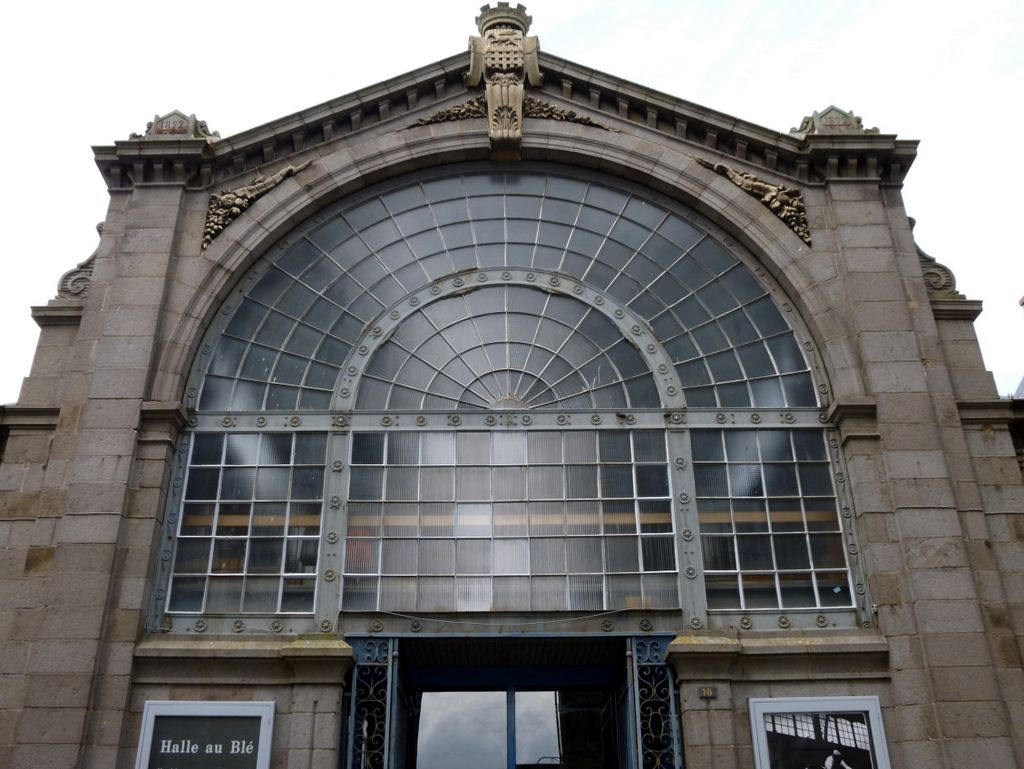
Getreidebörse in Saint-Malo aus dem 19. Jahrhundert
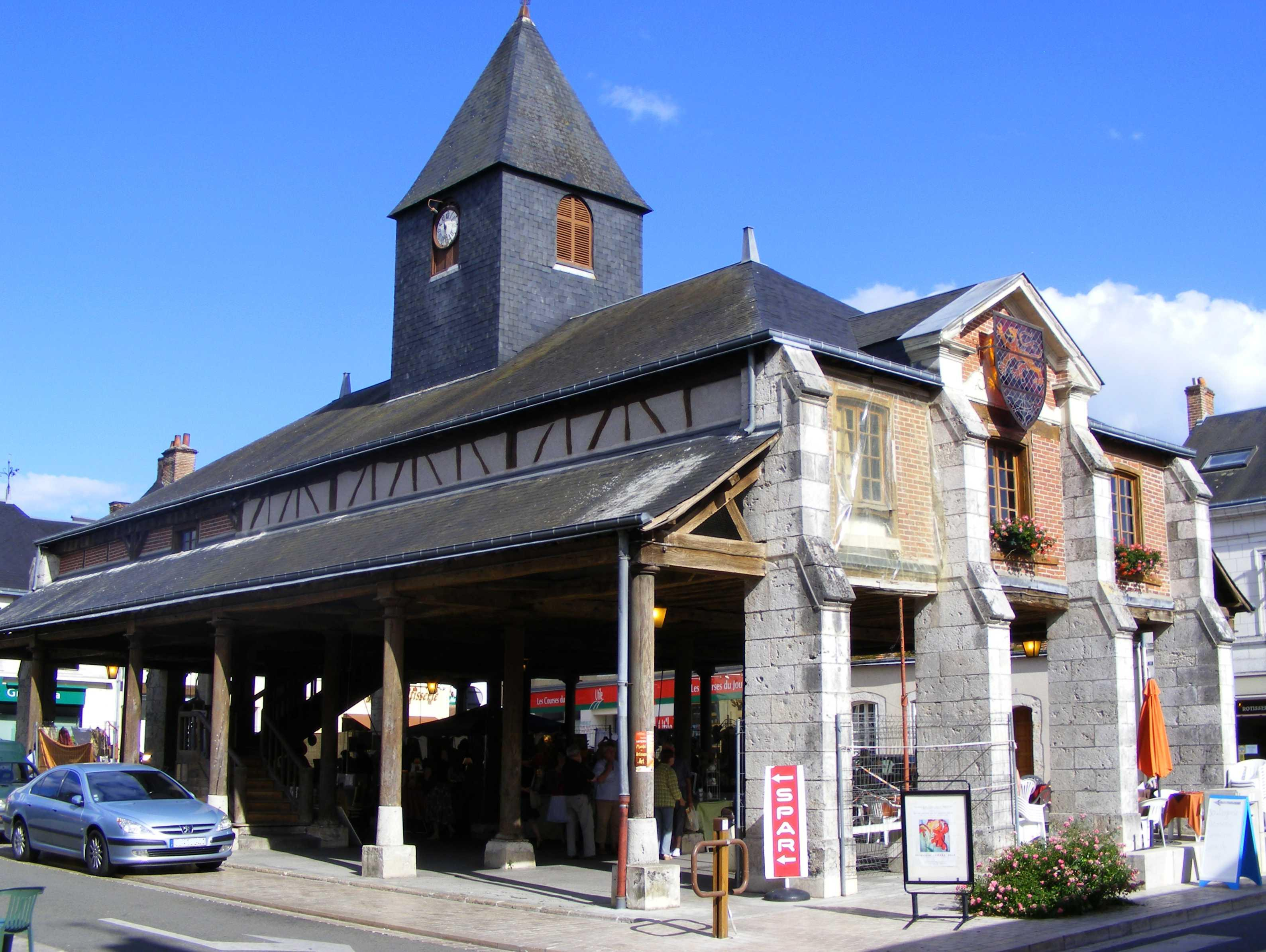
Alte Halle von Bracieux mit einem Ausstellungs- raum in der oberen Etage